# 横尾忠則現代美術館
横尾忠則現代美術館（よこおただのりげんだいびじゅつかん）は、兵庫県神戸市灘区原田通にある横尾忠則作品を収めた美術館である。

## 概要
兵庫県西脇市生まれの美術家、グラフィックデザイナーである横尾忠則本人から兵庫県に寄贈・寄託された作品を収蔵しており、それらの作品や横尾とゆかりのある作家の作品を展示することを目的として2012年に開館した。西脇市生まれだが、神戸新聞社勤務のため、親元を離れ暮らした神戸市に設立された。1982年竣工の兵庫県立美術館王子分館西館（村野藤吾設計）を改修し使用したものだが、以前は兵庫県立美術館 原田の森ギャラリー西館として利用されていた。同分館とは同じ敷地に立地している。
2階及び3階は展示室、4階にはアーカイブルームとし、展覧会場としてだけではなく資料の整理や公開も行う。横尾から寄贈、寄託を受けた作品は開館時で絵画約500点、版画約200点、ポスター約900点×2セット、ブックデザイン約700点に及ぶ。横尾は、開館に向けての展覧会の企画に、51の構想が湧き出たというが、当時横尾は76歳であり「年4回でも、終わるころには僕はもうこの世にいない。向こうから鑑賞するかもしれない」と発言した。

## 施設
- 4F - アーカイブルーム、休憩・閲覧コーナー
- 3F - 展示室B、展示室B'
- 2F - 展示室A、展示室A'
- 1F - オープンスタジオ、インフォメーション、ミュージアムショップ、ミュージアムカフェ

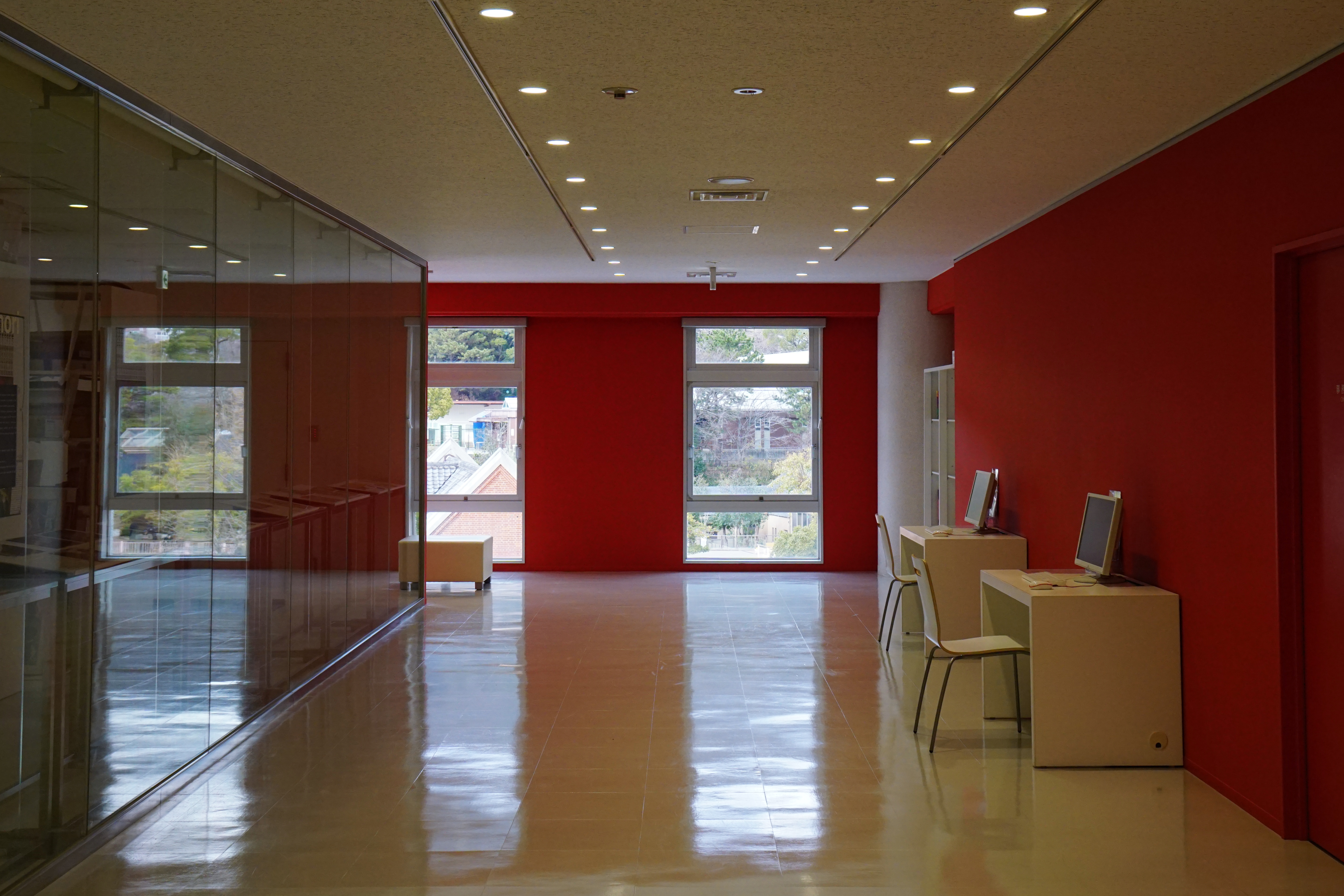
4F - 休憩・閲覧コーナー
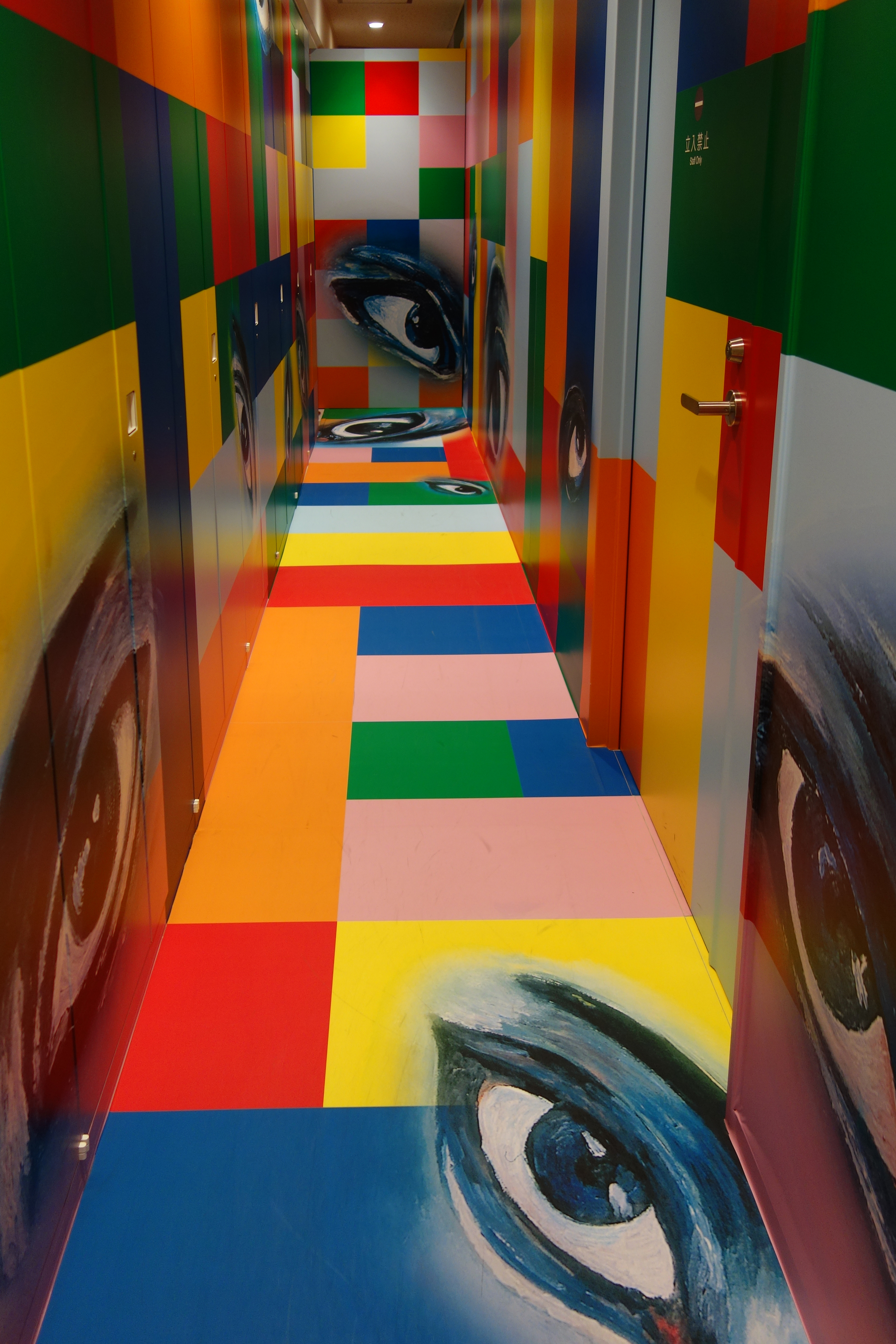
4F - アーカイブルーム入口
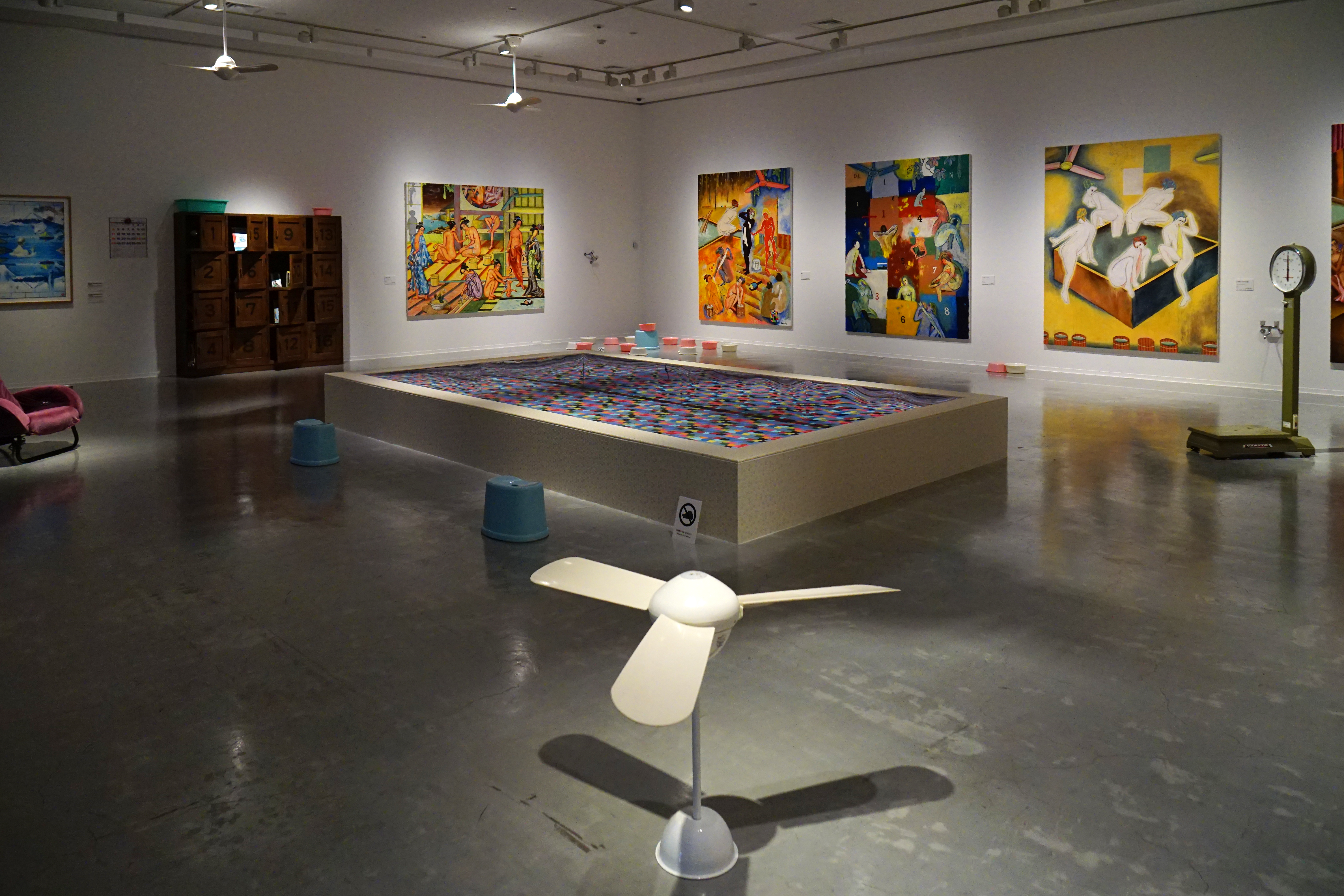
3F - 展示室B
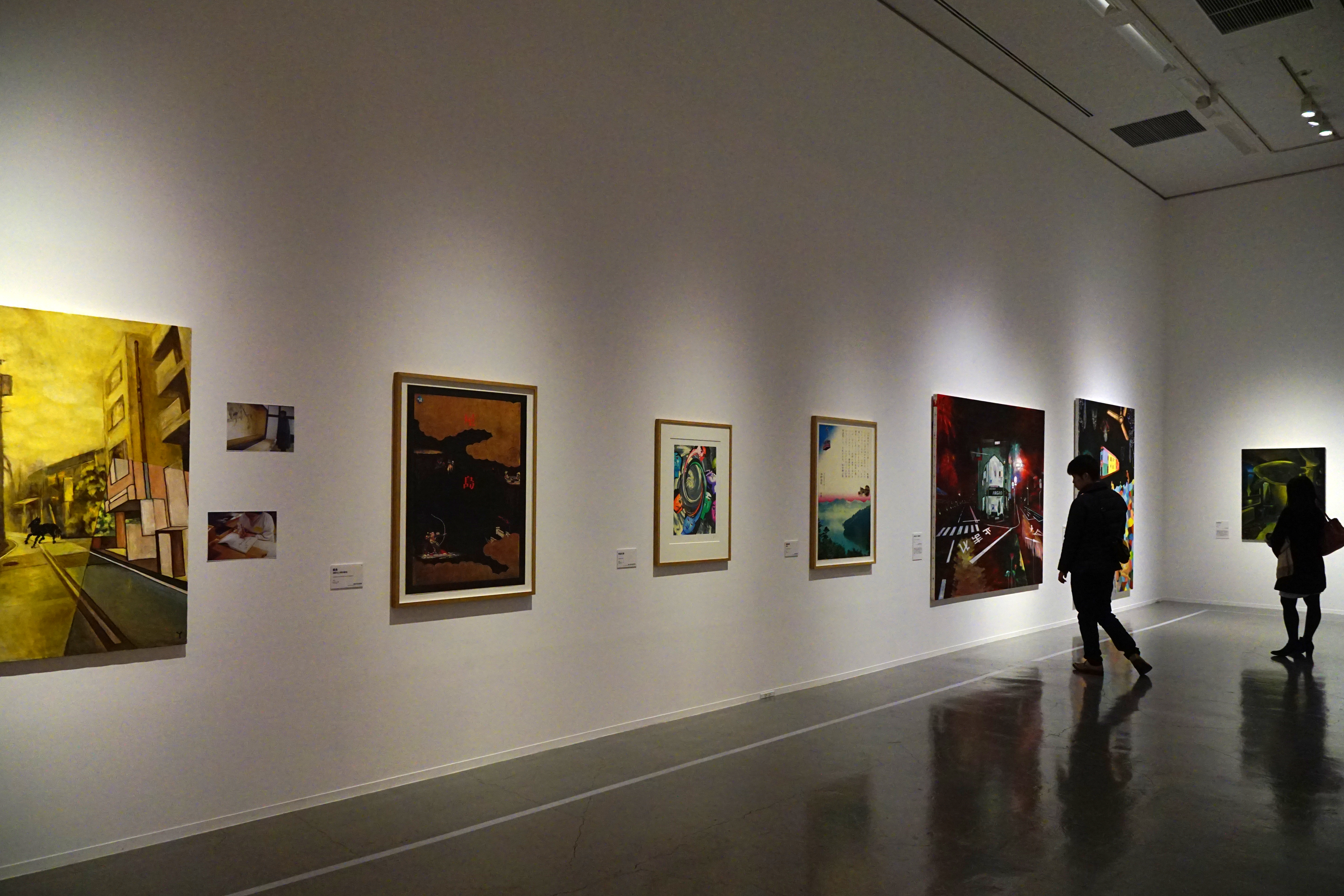
2F - 展示室A
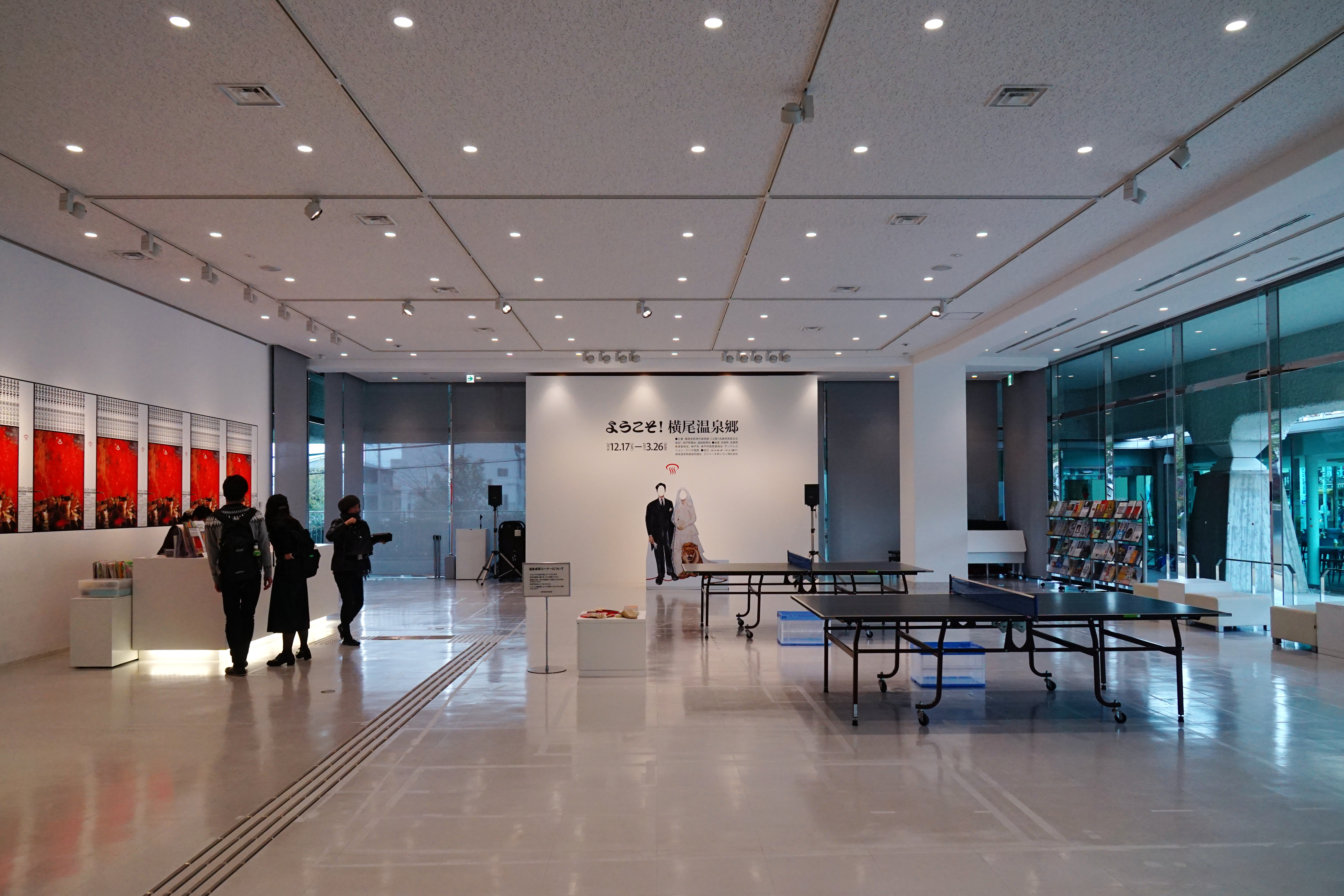
1F - オープンスタジオ

## 沿革
- 1982年9月 - 兵庫県立近代美術館新館（西館）として開館[2]
- 2001年9月 - HAT神戸の兵庫県立美術館「芸術の館」へ移転準備のため休館[2]
- 2002年10月 - 兵庫県立美術館王子分館「原田の森ギャラリー」として再開館[2]
- 2007年8月 - 横尾忠則から兵庫県に作品・資料の寄贈・寄託の申出[2]
- 2007年9月 - 横尾忠則寄贈作品活用検討委員会発足[2]
- 2009年9月 - 原田の森ギャラリー西館、老朽化に伴う改修工事のため利用停止[2]
- 2010年5月 - 原田の森ギャラリー西館整備企画委員会発足[2]
- 2011年3月 - 原田の森ギャラリー西館改修工事着工[2]
- 2011年9月 - 横尾忠則からの作品・資料の寄贈・寄託について基本合意[2]
- 2011年12月 - 原田の森ギャラリー西館整備企画委員会から横尾忠則の作品・資料の活用場所として同館が相応しいとの提言[2]
- 2012年3月 - 原田の森ギャラリー西館改修工事竣工[2]
- 2012年11月3日 - 開館
- 2017年9月26日 - 臨時の改修工事のため、開催中の展覧会「横尾忠則 HANGA JUNGLE」を一時休止。平成29年台風第18号の際に館内2箇所で雨漏りが確認されたため、経年劣化した雨水管の交換工事を行い、10月下旬から再開した[3]。

## 交通
- 阪急神戸本線「王子公園駅」から徒歩5分
- JR神戸線（東海道本線）「灘駅」から徒歩10分
- 阪神本線「岩屋駅」から徒歩15分
- 山陽新幹線「新神戸駅」からタクシー10分

## 周辺
- 原田通・王子町・坂口通
  - 神戸文学館、王子公園、神戸市立王子動物園、旧ハンター住宅、神戸市王子スタジアム、六甲バター本社、兵庫県福祉センター
- BBプラザ美術館
- HAT神戸
  - WHO健康開発総合研究センター、兵庫県立美術館、人と防災未来センター、ひと未来館、防災未来館
- 西山記念会館